# Sporidiobolus johnsonii
Sporidiobolus johnsonii är en svampart som beskrevs av Nyland 1950. Sporidiobolus johnsonii ingår i släktet Sporidiobolus och familjen Sporidiobolaceae.   Inga underarter finns listade i Catalogue of Life.